# Natuurpark Shumensko Plato

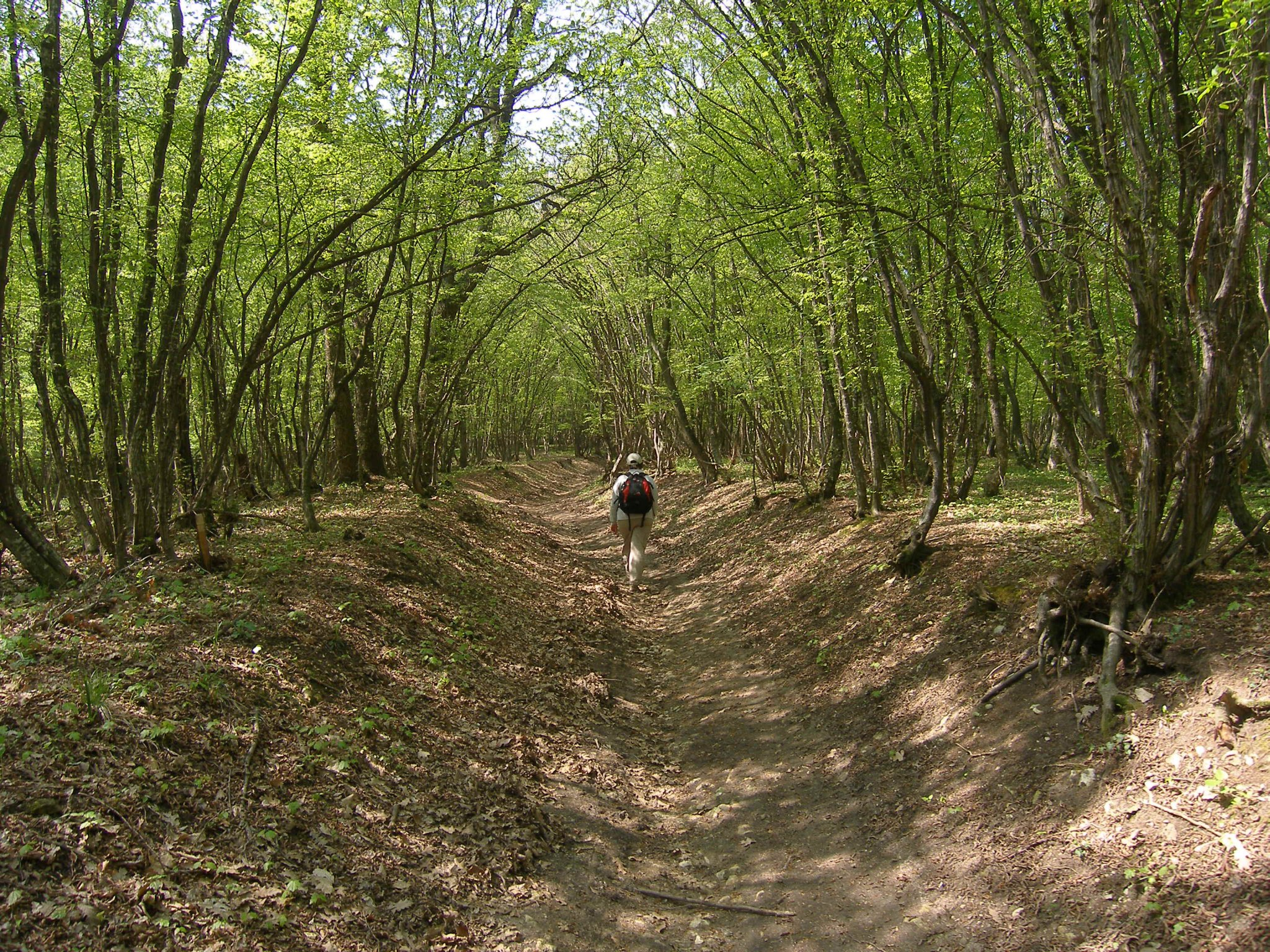

Natuurpark Shumensko Plato (Bulgaars: Природен парк Шуменско плато) is een natuurpark in Bulgarije. Het park is 3929 hectare groot en werd opgericht in 2003. Het natuurpark omvat het Shumen-plateau met beukenbossen.